# William Halsted

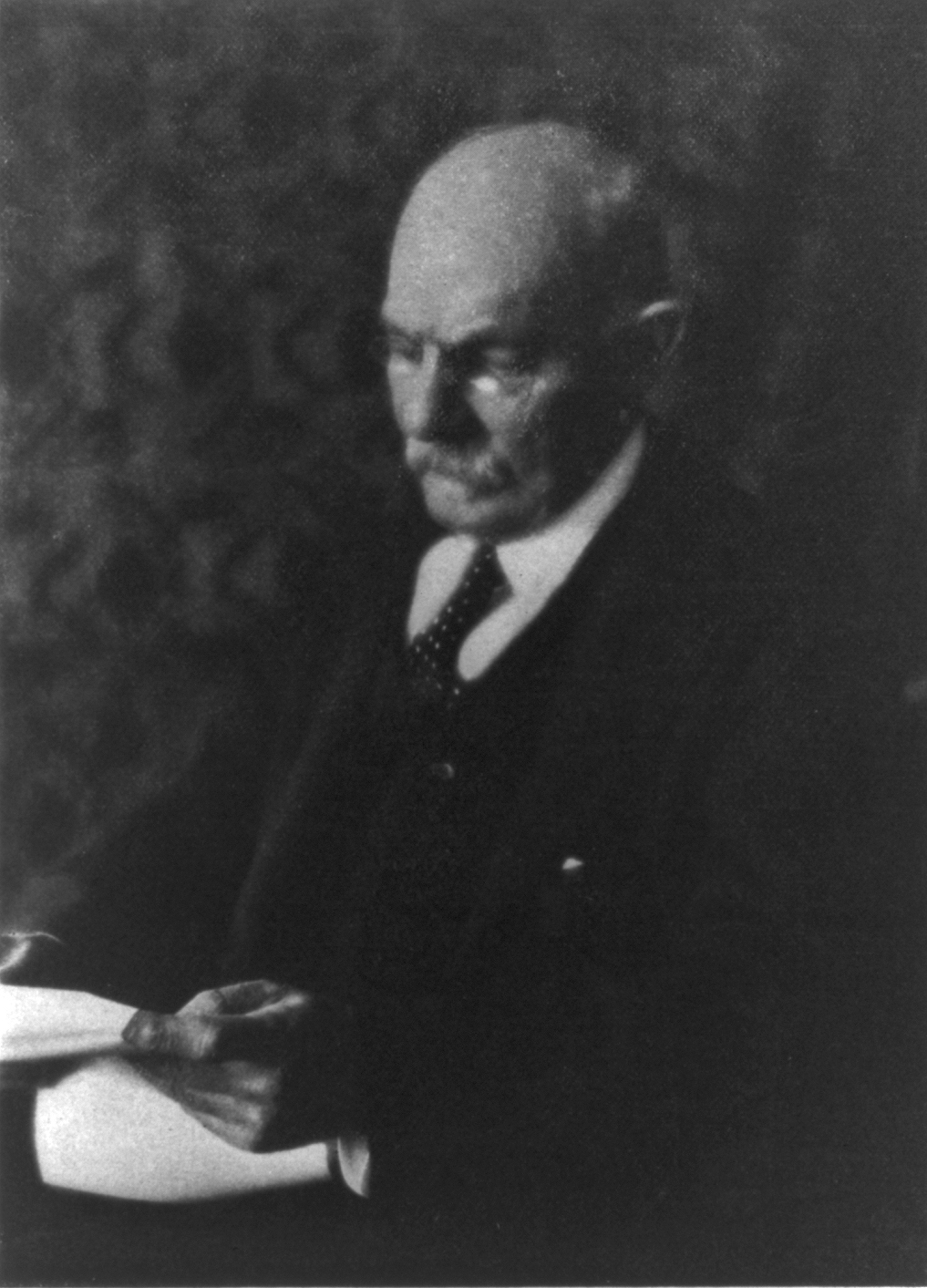
William Stewart Halsted

William Stewart Halsted (ur. 23 września 1852 w Nowym Jorku, zm. 7 września 1922 w Baltimore) – amerykański chirurg, zwany ojcem amerykańskiej chirurgii.
Studia medyczne w Nowym Jorku ukończył z wyróżnieniem, swoją wiedzę pogłębił w Europie w takich ośrodkach akademickich jak Wiedeń, Halle (Saale), Lipsk i Würzburg. 
Po powrocie do USA pracował jako chirurg w Nowym Jorku, a od 1890 r. na Uniwersytecie Johnsa Hopkinsa w Baltimore, gdzie od 1892 r. był profesorem. Obok Williama Oslera, Howarda Kelly’ego i Williama Henry’ego Welcha zaliczany jest do Wielkiej Czwórki (ang. Big Four) założycieli wydziału medycznego Uniwersytetu Johnsa Hopkinsa 
Halsted miał duży wpływ na poziom nauczania medycyny w USA. Specjalizował się w chirurgicznym leczeniu schorzeń onkologicznych. Stworzył podstawy nowoczesnej chirurgii onkologicznej. Pierwszy wykonał radykalną mastektomię w 1889, która znana jest jako zabieg Halsteda. 
Razem z firmą Goodyear stworzył gumowe rękawiczki operacyjne i zastosował je po raz pierwszy podczas zabiegu operacyjnego.
William Halsted był także prekursorem znieczuleń miejscowych, w tym celu przetestował na sobie działanie zastrzyków z kokainy. Jako pierwszy zastosował tzw. znieczulenie przewodowe, blokując nerw żuchwowy i z Maksymilianem Oberstem należy do twórców znieczulenia przewodowego. W trakcie prac nad znieczuleniem kokainowym uzależnił się od niej. Z nałogu wyszedł po trzykrotnym leczeniu odwykowym.
W 1881 przeprowadził pierwszą transfuzję krwi w USA, w czasie której bezpośrednio przetoczył swoją krew swojej siostrze podczas obfitego krwawienia okołoporodowego. 
Jego nazwiskiem nazwano kilka modeli kleszczyków naczyniowych (kleszczyki naczyniowe Halsted-Mosquito), zabieg Halsteda, a także metodę operowania przepukliny pachwinowej (Halsted II).